# Chó Mastiff Núi Anpơ
Chó Mastiff Núi Anpơ là một giống chó thuộc loại chó Molosser đã bị tuyệt chủng, là tổ tiên của Chó St. Bernard (Chó Thánh Bê-na-đô) và đóng góp vốn gen chính yếu cho giống chó Mastiff hiện đại (với việc lai giống với những giống chó như "Couchez"), cũng như các giống chó khác có nguồn gốc từ những giống này hoặc có liên quan chặt chẽ với chúng, M.B. Wynn đã viết: "Năm 1829, một con chó cò vằn rộng, sáng màu của giống chó núi Anpơ cũ, tên là L'Ami, được đưa từ tu viện Great St. Bernard, và trưng bày ở London và Liverpool là con chó lớn nhất ở Anh." William Cavendish, Công tước xứ Devonshire thứ 5, được cho là đã nuôi dưỡng các con Chó Mastiff Núi Anpơ tại Chatsworth House.
Tên "Mastiff Núi Anpơ" và "Thánh Bê-na-đô" đã được sử dụng thay thế cho nhau vào đầu thế kỷ 19, mặc dù giống được lưu giữ tại nhà tế bần ở Great St. Bernard Pass được thay đổi đáng kể bằng cách phối giống với các giống chó khác, bao gồm Chó Newfoundland và Chó Great Dane, và nó hiện là giống chó tạp chủng mang tên St. Bernard. Chắc chắn những con chó miền núi này được lọc qua quần thể rộng lớn hơn và giống gốc đã suy yếu cùng với đặc tính nguyên thủy của nó, mặc dù là một giống chó hiếm, như Chó "Cane Garouf" hoặc "Patua", được tìm thấy trong một phần của dãy núi Anpơ, trước đây là nơi sinh sống của giống chó Mastiff Núi Anpơ, cũng có thể là dòng dõi của giống chó đã bị tuyệt chủng này.